# François-Joachim Bernard Potier de Gesvres
François-Joachim Bernard Potier de Gesvres (* 29. September 1692; † 19. September 1757) war ein französischer Hochadliger und Höfling. Er war Marquis und ab 1722 3. Duc de Gesvres, Pair de France, sowie Gouverneur von Paris und der Île-de-France.

## Leben
François-Joachim Bernard Potier war der Sohn von François-Bernard Potier (1655–1739), 2. Duc de Gesvres, und Marie-Madeleine de Seiglière(s) (1664–1702). Sein jüngerer Bruder war der Kardinal Étienne-René Potier de Gesvres (1697–1774).
Er heiratete am 2. Juni 1709 Marie-Madeleine Emelie Mascranni de La Verrière († 1717), einzige Tochter von Barthélémi Mascranni, Seigneur de La Verrière, Maître des requêtes, und Jeanne-Baptiste Le Fèvre de Caumartin. Die Ehe blieb kinderlos. Eine zweite Ehe schloss er nach dem frühen Tod seiner Frau nicht mehr.
Am 7. Januar 1710 wurde er Mestre de camp eines Kavallerieregiments seines Namens. Am 1. Februar 1719 wurde er Brigadier de Cavallerie. 1722 wurde er durch die Demission seines Vaters der 3. Duc de Gesvres, am 8. November 1722 dessen Nachfolger als Gouverneur von Paris. Am 2. Februar 1728 wurde er für den Heilig-Geist-Orden nominiert, am 16. Mai erfolgte die Aufnahme. Am 12. April 1739 hatte er die Ämter des Premier Gentilhomme de la Chambre du Roi und Grand-bailli des Valois inne. Im Mai 1742 wurde er (zusätzlich) Gouverneur der Île-de-France, im Januar 1753 zudem Gouverneur et Capitaine des Chasse de Monceaux.
François-Joachim Potier starb 1757 ohne eheliche Nachkommen, sein Nachfolger als Herzog und Gouverneur der Île-de-France wurde sein Bruder Louis-Léon-Marie Potier de Gesvres (1695–1774).

## Die Souvenirs de la Marquise de Créquy
In den Souvenirs de la Marquise de Créquy von Renée-Caroline-Victoire de Froulay, Marquise de Créquy, wird ein Bild des Herzogs von Gesvres gezeichnet, das bis heute bestimmend ist: "Die Herzogin von Créquy beschreibt sein Entrée bei der Herzogin von La Ferté: Kaum saßen wir, als wir hörten, wie sich die beiden Flügel aller Türen in der Reihe mit einem unvorstellbaren Krachen öffneten, und wir sahen eine kleine Gestalt erscheinen, die auf einen großen grünen Samtsessel mit Silberbesatz gebracht wurde. Es war eine Art beleuchtetes Bild, grimassierend und bemalt wie ein Nürnberger Spielzeug, mit einem herzförmigen Mund und zwei schmachtenden kleinen Augen. Diese seltsame Gestalt trug ein silbernes Tuch, das mit grüner Chenille bestickt war, und außerdem hatte sie einen großen Strauß Eisenkraut in der Hand. Der Sessel wurde von vier Riesen getragen, die wie livrierte Diener gekleidet waren; er war von fünf oder sechs kleinen Pagen umgeben, die schönsten der Welt, und sie waren offensichtlich Kinder aus gutem Hause, weil sie alle das Malteserkreuz oder das des Heiligen Lazarus hatten. Einer dieser Pagen war mit einem Kissen beladen, um es unter die Füße zu tun (immer noch grün und silber); ein anderer trug ein großes Bündel aus Eisenkraut und Rhue verte, um die Luft zu reinigen; und die kleine Figur war die von Monseigneur François Potier de Blancmesnil de Tresme, Herzog von Gèvres und Gouverneur von Paris."
Courchamps fügt (als Fußnote) hinzu: „Wir sehen in allen Erinnerungen der Zeit, dass dieser Herzog von Gèvres eine der einzigartigsten Figuren der Welt war. Unabhängig vom Gouvernement von Paris, um das er sich kümmerte, indem er Knoten und Stickereien auf einer Ottomane anfertigte, besaß er das Amt des Premier Gentilhomme de la Chambre, das er aus Angst vor Müdigkeit nie ausübte. Er starb auch 1757, und es ist schwer vorstellbar, wie viele angesehene und berühmte Menschen in diesem Jahr starben. Er hatte die letzten Jahre seines Lebens auf seiner Chaiselongue verbracht und ließ sich nicht mehr und nicht weniger als eine Frau im Wochenbett umhegen. Es wird gesagt, dass er ungefähr 70 Jahre alt war, aber dass es unmöglich sei, sicher zu sein, weil er das Register mit seiner Taufurkunde entfernt hatte, so dass sein Alter nicht bekannt sein konnte. Er war sich sicher, dass er aussah, als wäre er nicht über 22 bis 23 Jahre alt. 25 Jahre hätten ihn verzweifelt!“